# Бивше дјевојчице, бивши дјечаци - Unplugged live у Лисинском
Бивше дјевојчице, бивши дјечаци - Unplugged live у Лисинском је четврти уживо албум групе Црвена јабука. Комплетан материјал је снимљен на концерту 18. фебруара 2014. године у дворани Ватрослав Лисиниски у Загребу. Гости овог концерта били су Кемал Монтено и Саша Лошић итд.
Албум је издат на двоструком ЦД формату у издању Кроација Рекордс.

## Позадина
У лето 2013. године, група је издала албум Нек' буде љубав. На том албуму, после 22 године, Црвена јабука је снимила дует са Кемалом Монтеном. 8. новембра 2013. године, изашао је бокс сет са албумима од 1986-1991.

## Концерт
Концертом у Загребу у дворани Лисински, Црвена Јабука започела је низ својих концерата које је оплеменила познатим хитовима али у другачијем, unplugged аранжману. Јабука и пријатељи дигли су загребачку публику на ноге свирајући и певајући готово четири сата. Публика је уживала слушајући Кемала Монтена, Жељка Бебека, клапу Лука Плоче, Антонију Шолу, Жигу и Бандисте и Сашу Лошића и свакога од њих испратила с овацијама на ногама.
У Оркестру за заљубљене уз чланове бенда, свирали су сами виртуози: Емил Габрић – виолина, Миро Наврачић – хармоника, бивши легендарни чланови групе, гитарист Игор Ивановић и Никша Братош на гитари и кларинету, Анте Гело – гитара и мандолина, Бранимир Михаљевић – клавир и хамонд, Томислав Тржан – удараљке, као посебно изненађење, тада 13-огодишњи Матеј Михаљевић на виолини.

## Списак песама
| №   | Назив                                   | Трајање |  |
| 1.  | Да тебе нема, Боже                      | 5:12    |  |
| 2.  | Туга, ти и ја                           | 6:55    |  |
| 3.  | Стари мој                               | 4:38    |  |
| 4.  | Напиши једну љубавну                    | 5:14    |  |
| 5.  | Стижу ме сјећања                        | 3:55    |  |
| 6.  | До неба                                 | 4:36    |  |
| 7.  | Да није љубави                          | 4:16    |  |
| 8.  | Свиђа ми се ова ствар                   | 4:17    |  |
| 9.  | Ризнице сјећања                         | 4:14    |  |
| 10. | Бивше дјевочице, бивши дјечаци          | 3:23    |  |
| 11. | Mix 1: Мој град, Уморан сам, Много ружа | 6:24    |  |
| 12. | Украст ћу ти снове                      | 3:31    |  |
| 13. | Имам неке форе                          | 4:20    |  |
| 14. | Ни задњи, ни први                       | 3:45    |  |
| 15. | Често питам за тебе                     | 3:28    |  |

| №   | Назив                                               | Трајање |  |
| 1.  | Не говори више                                      | 6:01    |  |
| 2.  | Бјежи кишо с прозора                                | 5:12    |  |
| 3.  | Mix 2: Моје најмилије, Прави људи, Добро нека свира | 5:01    |  |
| 4.  | Има нека тајна веза                                 | 3:18    |  |
| 5.  | Волио бих да си ту                                  | 3:15    |  |
| 6.  | Jazz.Ba                                             | 4:52    |  |
| 7.  | Бијели Божић                                        | 3:59    |  |
| 8.  | Mix 3: Боље бити пијан него стар, Суада             | 5:25    |  |
| 9.  | Сјећања                                             | 4:10    |  |
| 10. | Туго, несрећо                                       | 3:39    |  |
| 11. | Вило моја                                           | 3:47    |  |
| 12. | И данас дан                                         | 4:30    |  |
| 13. | Бацила је све низ ријеку                            | 4:20    |  |
| 14. | Лагано умирем у твоме сјећању                       | 4:42    |  |
| 15. | Тамо да путујем (одлазак)                           | 3:58    |  |